# Князівство Чорногорія
Князівство Чорногорія (чорнгр., серб. Књажевина Црна Гора, Knjaževina Crna Gora) — держава, що розташовувалася в південно-східній Європі. Існувала з 13 березня 1852 по 28 серпня 1910, коли була проголошеною королівством князем Николою, який потім і став королем.
Столицею князівства був місто Цетинє. Державною валютою був перпер, який був введений в обіг в 1906 році. Територія колишнього князівства наразі розташовується в центральній частині сучасної республіки Чорногорія. Це була конституційна монархія, але де-факто абсолютистська.

## Історія
Князівство було утворено 13 березня 1852, коли князь Данило (відомий також як Владика Данило II), вирішив скласти з себе сан владики (єпископа) і одружитися. Таким чином Чорногорія з теократичної держави перетворилася на світську.
Після вбивства князя Данило 13 серпня 1860, Никола I, який був його племінником, став наступним правителем Чорногорії.
28 серпня 1910, князівство Чорногорія було проголошено королівством, і його першим королем став Никола I.

## Битва при Граховаче
Мірко Петрович-Н'єгош, старший брат князя Данило, очолив армію в 7500 чоловік і виграв важливий бій проти турків, чия армія за різними оцінками становила від 7000 до 13 000 вояків. Битва проходила 1 травня 1858, біля містечка Граховач. Перемога в битві проти турецьких військ принесла чорногорцям як трофеї значний арсенал, який придався у вирішальних боях за незалежність у 1862 і 1875 - 1878 роках.
Ця перемога мала важливе дипломатичне значення. Слава чорногорського зброї згодом була увічнена в піснях і літературі інших південно-слов'янських народів, зокрема сербів Воєводини, яка тоді була частиною Австро-Угорщини. Перемога під Граховачем змусила Великі Держави офіційно провести делімітацію кордонів між Чорногорією і Османською імперією, через що Чорногорії вдалося значно розширити свою територію.

## Конституція 1855
Князь Данило використовував закони Петра I Петровича-Негоша як зразок свого Основного закону, створювати який він почав з 1855 (Законник Данила Першого). Проект Данила ґрунтувався на традиціях чорногорського народу, і був першою конституцією в чорногорській історії. Були видані закони, що захищають приватну власність. Були скасовані всі претензії на Которську затоку (тоді - територія Австрії). Текст закону починався з фрази:
|  | Хоча на цій землі немає іншої національності крім чорногорців, і немає іншої релігії крім Православ'я, будь-який інородець і представник іншого віросповідання наділений такою ж свободою і правами як будь-який чорногорець ... |

## Демографія

### 1882
У 1882 в князівстві Чорногорія проживало 160 000 (за іншими відомостями 230 000) осіб.

### 1900
У 1900, згідно з іноземними джерелами, населення князівства становило 311 564 мешканця.
- З релігійних переконань:
  - 293 527 православних (94,21%)
  - 12 493 мусульман (4,01%)
  - 5544 католиків (1,78%)

- - Грамотність:
  - 77% неписьменних
  - 71 528 (23%) письменних

Більшістю населення Чорногорії були чорногорці.  Серед великих національних громад можна виділити 5000 албанців і 800 циган.

### 1907
Перепис 1907 підрахувала кількість жителів князівства в кількості 282 000 чоловік. Більшість, як і раніше становили серби.

### 1909
В 1909, влада князівства провели офіційний перепис. В ході перепису визначалась мова місцевих мешканців, а не їхня національність. Всього, населення склало 317 856 осіб.
- За мовою:
  - Сербська: близько 95%
  - Інші, в більшості - албанці

- За релігією:
  - Православні: 94,38%
  - Інші - мусульмани

Загальна численність населення була завищена з політичних причин. Фактично ж в Чорногорії проживало 220 000 чоловік.

## Джерело
- Ђуро Поповић; Јован Рогановић (1899). ЗЕМЉОПИС КЊАЖЕВИНЕ ЦРНЕ ГОРЕ за УЧЕНИКЕ III РАЗРЕДА ОСНОВНЕ ШКОЛЕ. К. Ц. Школска Комисија. Архів оригіналу за 19 Листопада 2018. Процитовано 11 Грудня 2020.